# Ri Chun-hee
Ri Chun-hee (Koreanisch: 리춘히, auch romanisiert als Ri Chun Hee und Ri Chun Hui; * 8. Juli 1943) ist eine im Ruhestand befindliche Nachrichtensprecherin des Koreanischen Zentralfernsehens von Nordkorea.
Charakteristisch für Ri ist ihr emotionaler und manchmal hasserfüllter Tonfall, der als „leidenschaftlich“, „bedrohlich“ und „aggressiv“ beschrieben wird. Sie verlautbarte die offizielle Todesnachricht von Kim Il-sung 1994 und Kim Jong-il 2011. Am 24. Januar 2012 verlautbarte Ri ihre Pensionierung als oberste Nachrichtensprecherin des Zentralfernsehens. In ihrem Ruhestand tauchte Ri mehrmals im Fernsehen auf und verlas Mitteilungen über die Armee.

## Kindheit und Bildung
Ri wurde in eine arme Familie in Tongchon, Gangwon, Japanisch-Korea geboren. Ihre Herkunft, die als Zeichen von politischer Vertrauenswürdigkeit gesehen wird, begünstigte ihren Aufstieg im Staatsapparat. Ri studierte darstellende Kunst an der Universität für Theater und Film in Pjöngjang und wurde vom Zentralfernsehen angestellt.

## Laufbahn
Ri trat 1971 erstmals im Fernsehen auf und wurde 1974 zur obersten Nachrichtensprecherin befördert. In den 1980ern entwickelte sich Ri zu einer der charakteristischsten Personen des Zentralfernsehens. Ris Laufbahn ist für nordkoreanische Verhältnisse von seltener Dauerhaftigkeit. Während viele Mitarbeiter degradiert oder ausgesondert wurden, ist Ris Laufbahn nie unterbrochen worden. Nach ihrer Pensionierung im Januar 2012 kehrte sie in ihre frühere Funktion zurück, um den Nordkoreanischen Atomtest im Januar 2016 und den Abschuss einer Rakete im Februar 2016 zu verlautbaren. Ri verlautbarte weiters die Kernwaffentests am 9. September 2016 und am 3. September 2017.

### Stil
Ri wurde von der nordkoreanischen Führung für ihre resonante Stimme, ihren eindrucksvollen Gestus und ihre Eloquenz belobigt. Als charakteristisch gilt der melodramatische Stil ihrer Verkündigungen. Die Führung wird von ihr in überschwänglichem Ton gepriesen, angefeindete Staaten kritisiert sie mit sichtbarem Ärger. Brian Reynolds Myers, Professor an der Universität Dongseo und Experte für nordkoreanische Propaganda, ist der Ansicht, dass Ris Schauspielausbildung ein wesentlicher Faktor ihres Stils ist, da der nordkoreanische Rundfunk auf Inszenierungen aufbaue.
Unter Tränen verkündigte sie den Tod von Kim Il-Sung 1994 und von Kim Jong-Il 2011. Ihr theatralischer Stil wurde im Charakter der Kim Bong Cha, einer nordkoreanischen Korrespondentin, in der singapurischen Fernsehserie The Nose parodiert.
Ri trägt meist einen pinken Anzug im westlichen Stil oder einen traditionellen koreanischen Chosŏnot.

## Nach ihrer beruflichen Karriere
Aufgrund ihrer Regimetreue schenkte Kim Jong-un ihr im April 2022 eines von vielen brandneuen, luxuriösen Apartments in Pjöngjang, die nur an ausgewählte Bürger vergeben wurden. Kim Jong-un gab ihr höchstpersönlich eine Tour durch ihr neues Apartment, die im Nordkoreanischen Fernsehen ausgestrahlt wurde. Hierbei wurde sie wieder aus dem Ruhestand gerufen und durfte diesen Nachrichtenbeitrag mit ihrer Stimme unterlegen.